# Arcipelago delle Perle
L'arcipelago delle Perle (in castigliano Archipiélago de las Perlas o Islas de las Perlas) è un gruppo di isole nel golfo di Panama (Oceano Pacifico). Si trova nel distretto di Balboa della provincia di Panama, della Repubblica di Panama.

## Descrizione
L'arcipelago si trova al centro del golfo a circa 48 km dalla costa dell'istmo di Panama e conta 183 isole, di cui 39 con una superficie rilevante, per una superficie totale di 331,77 km². Le isole maggiori sono:
- Isla del Rey (234 km²), la seconda isola più grande della Repubblica di Panama. Il villaggio di San Miguel è il capoluogo del distretto di Balboa. il punto più alto dell'arcipelago (206 m) si trova nella parte nord-occidentale dell'isola.
- Isla San José (44 km²).
- Isla Pedro González.
- Isola Contadora.

Altre isole minori sono: Saboga, Bayoneta, Pacheca, Mogo Mogo, Gibraleón, Casayeta, Casaya, La Mina, Galera, Viveros, Cañas e San Telmo.
Alcune isole sono circondate da barriere coralline. La temperatura dell'aria sulle isole durante tutto l'anno oscilla tra i 20 e i 30°C.

## Biodiversità
Popolato da una grande quantità e diversità di pesci e specie marine, è anche un sito per l'osservazione delle balene e la nidificazione delle tartarughe. La Isla de Pedro González ospita un importante sito di nidificazione del pellicano bruno.

## Storia
Le isole furono scoperte nel 1513 dal conquistatore spagnolo Vasco Núñez de Balboa che venne a conoscenza della ricchezze di perle presenti nelle isole dagli indiani. Il conquistador le chiamò Isole delle Perle e le dichiarò proprietà del re spagnolo. Nel 1553, il nome "Isole delle Perle" fu menzionato nel libro Crónica del Peru di Pedro Cieza de León.
In questa zona è stata estratta la famosa perla "La Peregrina", di proprietà di Filippo II, che è stata anche di proprietà dell'attrice Elizabeth Taylor fino alla sua morte nel 2011.